# DotNetNuke

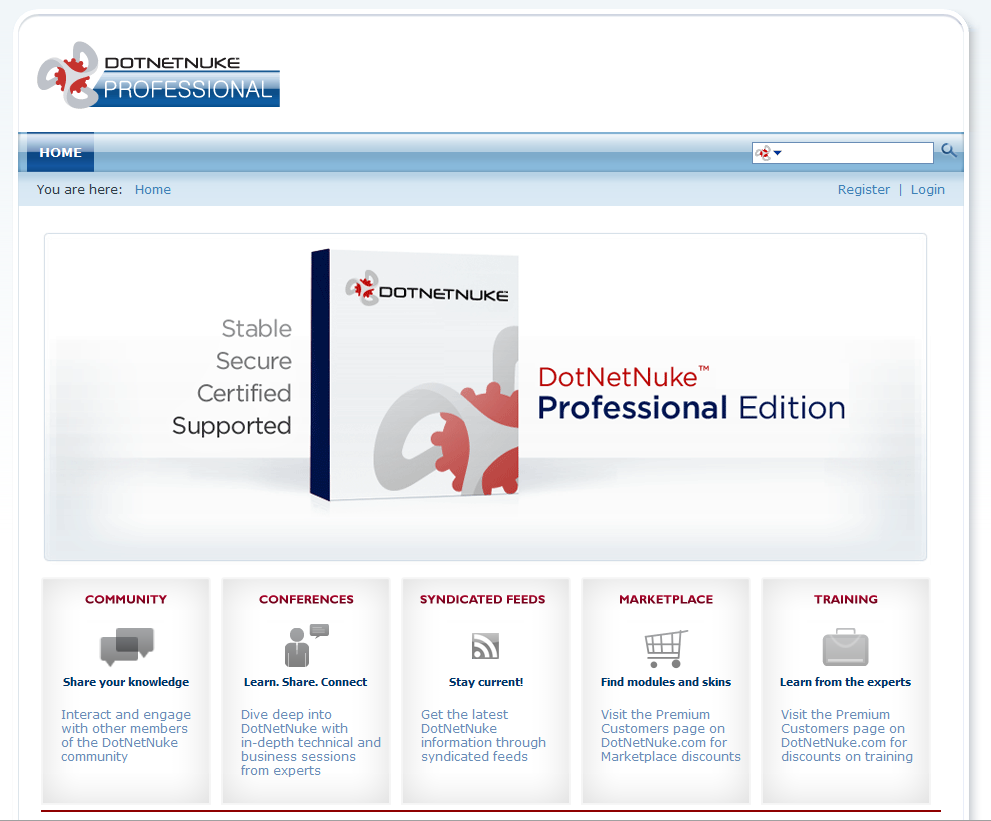
Captura de pantalla de la instalación predeterminada de DotNetNuke versión 5, realizada por Audiohifi en septiembre de 2009, con permiso de DotNetNuke Corporation para mostrar su funcionalidad.

DotNetNuke es un sistema de gestión de contenido web (CMS) de contenido escrito en lenguaje VB.Net, sin embargo desde la versión 6.0 ha sido desplazado a C#. Se distribuye bajo una licencia comunitaria tanto Edición MIT y licencias propietarias comerciales como DNN Evoq contenido y DNN Evoq Engage ediciones .

## Origen
DotNetNuke nació a partir de una aplicación llamada IBuySpy. Esta aplicación, desarrollada para Microsoft por Scott Stanfield y sus socios de Vertigo Software, pretendía mostrar las cosas que se podían lograr con.NET. Se suponía que era una aplicación para que los desarrolladores usaran y aprendieran el entorno.NET.
El verdadero autor de DotNetNuke, Shaun Walker de Perpetual Motion Interactive System Inc. creó a partir de ella la aplicación IBuySpy WorkShop.
El 24 de diciembre de 2002, Shaun Walker lanzó la versión 1.0 de DotNetNuke como un proyecto de código abierto. Desde entonces ha evolucionado a la versión 7.x y contiene características mejoradas del IBuySpy Starter Kit original.

## Características
- Permite tener sitios web virtuales
- Tiene un framework consistente
- Arquitectura modular
- Flexibilidad en el aspecto de las páginas
- Multilenguaje
- Definiciones de usuarios y permisos
- Sitios web multiportal

## Módulo
El contenido en DotNetNuke se realiza usando módulos. Los módulos se usan para crear bloques en el portal.
Un módulo es un programa autocontenido que puede ejecutarse en el entorno. Cada módulo está orientado a una determinada tarea.
En las primeras versiones DotNetNuke venía con una serie de módulos estándar. Posteriormente se decidió sacar estos módulos del núcleo de la arquitectura e integrarlos como subproyectos.
Entre los módulos estándar podemos incluir :
- Account Login Module: Permite a los usuarios entrar en el portal
- Banner Module
- Announcements Module: Permite crear anuncios con una pequeña descripción
- Contacts Module: Permite visualizar información de grupos de personas
- Documents Module:Genera una lista de documentos con enlaces al mismo
- Events Module: Visualiza los posibles eventos en formato calendario
- FAQs Module: Permite generar una lista de preguntas más frecuentes
- Text/HTML Module: Permite la entrada de texto simple o en formato HTML
- XML/XSL Module: Permite visualizar el resultado en formato XML